# День українських миротворців
15 липня — День українських миротворців.
Верховна Рада України, 21 травня 2013 року, одноголосно прийняла Постанову №  292-VII «Про встановлення Дня українських миротворців». Постановою визначено 15 липня Днем українських миротворців з подальшим відзначенням його на державному рівні, з метою вшануванням мужності і звитяги, зразкового виконання службових обов'язків, вірності присязі учасників миротворчих операцій та забезпечення збереження пам'яті славетних героїв-миротворців, які загинули під час виконання обов'язків у складі миротворчого контингенту та миротворчого персоналу.
Кабінету Міністрів України рекомендовано у місячний строк з дня прийняття цієї Постанови створити Організаційний комітет зі створення Алеї Слави героям-миротворцям у Наводницькому парку міста Києва та спорудження у місті Києві пам'ятника воїнам-миротворцям, які загинули під час виконання обов'язків у складі миротворчого контингенту та миротворчого персоналу.

## Обґрунтування необхідності прийняття нормативно-правового акту
На початку 90-х років 20-го століття розпал політичних протиріч і громадських процесів став каталізатором виникнення військових протистоянь та збройних конфліктів у деяких країнах Європи.
Найбільш вибухова ситуація склалася у Союзній Федеративній Республіці Югославія. Основою Балканської кризи стали етнічні і релігійні конфлікти та боротьба різних автономій і суб'єктів федерації за незалежність. Серія масштабних збройних сутичок перетворила Югославію в одну з самих «вибухонебезпечних» країн світу. В середині 1992 року вже існували Боснія і Герцеговина, Східна Славонія, Косово, Македонія, Республіка Сербська Країна і Хорватія.
З часів закінчення Другої світової війни югославська війна стала найкровопролитнішим збройним протистоянням у Європі. Для розслідування скоєних у Югославії військових злочинів навіть було створено Міжнародний трибунал.
В 1992 році з метою сприяння політичному врегулюванню югославського конфлікту і захисту цивільного населення на території колишньої Югославії були розміщенні сили ООН UNPROFOR (Сили Організації Об'єднаних Націй з охорони — COOHO). У зв'язку з цим Генеральний секретар ООН звернувся до керівництва України з проханням щодо введення військового контингенту до складу сил ООН в зонах конфлікту.
3 липня 1992 року Верховна Рада України прийняла Постанову № 2538-XII «Про участь батальйону Збройних Сил України в Миротворчих Силах Організації Об'єднаних Націй у зонах конфліктів на території колишньої Югославії». Вже на наступний день Міністром оборони України було підписано наказ про формування в смт. Гвардійське Дніпропетровської області миротворчого підрозділу —  240-го окремого спеціального батальйону. Формування проводилося на базі 93-ї гвардійської мотострілецької дивізії 6-ї гвардійської танкової армії (пізніше — 93-ї механізованої дивізії 6 армійського корпусу Сухопутних військ Збройних Сил України).
Батальйон було сформовано в рекордно короткий термін — за три тижні!
В формуванні батальйону взяла участь практично вся Україна (особовий склад, в основному солдати, підбиралися з різних військових частин, в тому числі 8 армійського корпусу).
Командиром 240-го окремого спеціального батальйону було призначено полковника Сидоренка Володимира Володимировича, який є співавтором проекту цієї Постанови.
15 липня 1992 року два літаки з передовою групою  240-го батальйону на борту здійснили виліт з дніпропетровського аеродрому у напрямку Боснії. Передова група налічувала 42 військовослужбовця. Після приземлення у Сараєво українські миротворці одразу опинилися в епіцентрі бойових дій. Місто і аеродром обстрілювали артилерія та снайпери.
На самому початку миротворчої місії в результаті мінометного обстрілу аеродрому і нашого артилерійського радіолокаційного комплексу було тяжко поранено 7 військовослужбовців. Старший лейтенант Сергій Топиха помер від поранень в шпиталі. Отже, було відкрито рахунок бойових втрат українських миротворців на захисті миру та людського життя.
Незважаючи на надзвичайно тяжкі і складні умови, наші миротворці з честю виконували поставлені завдання. Тільки за чотири місяці ними було проведено більше 800 конвоїв з гуманітарним вантажем.
Так було відкрито чергову сторінку бойової слави українських військовослужбовців, славетних героїв-миротворців.
За 25 років, в різні часи, українські миротворці взяли участь у миротворчих операціях в наступних регіонах і місіях світу: Косово, Боснія і Герцеговина, Східна Славонія, Ангола, Македонія, місія ОБСЄ у Косово, Гватемала (МІНУГУА), Таджикистан, Афганістан, півострів Превлака Хорватія, Кувейт, Сьера-Леоне, місія ОБСЄ у Грузії, Придністров'я, Ірак, Ліван, Єфіопія та Єритрея, місія ООН у Грузії, Судан, Кот-д'Івуар, Демократична Республіка Конго тощо.
Починаючи з 1992 року близько 40 тисяч військовослужбовців  Збройних Сил України взяли участь у міжнародних миротворчих операціях.
За цей час загинуло 50 військовослужбовців Збройних Сил України, які, безперечно, заслуговують на вшанування на державному рівні та назавжди залишаться в пам'яті українського народу.

## Мета і завдання прийняття нормативно-правового акту
Метою Постанови є прийняття рішення про визначення 15-го липня Днем українських миротворців з подальшим відзначенням його на державному рівні та вшануванням мужності і звитяги, зразкового виконання службових обов'язків, вірності присязі учасників миротворчих операцій та забезпечення збереження пам'яті славетних героїв-миротворців, які загинули під час виконання обов'язків у складі миротворчого контингенту та миротворчого персоналу.
Країни — учасниці миротворчих операцій ООН відзначають Міжнародний день миротворців Організації Об'єднаних Націй 29 травня (який встановлено рішенням Генеральної Асамблеї ООН 11 грудня 2002 року на вшанування миротворців всіх країн, учасників миротворчих операцій і миротворчих місій ООН та введено в дію Указом Президента України від 30 квітня 2003 року № 374/2003). Крім того, кожна країна встановила національні дати коли вшановують героїв-миротворців, представників свого народу.
У зв'язку з вищезазначеним прийнято рішення встановити відзначення 15 липня Днем українських миротворців з метою вшанування на державному рівні славетних синів і доньок українського народу. Це, безперечно, сприятиме патріотичному вихованню громадян України.
Завданням проекту постанови також є забезпечення збереження славних бойових традицій українського народу, формування гордості за сучасних воїнів героїв — миротворців, посилення патріотичного виховання громадян та формування загальнонаціональної пошани до видатних синів і доньок українського народу які поклали своє життя за збереження миру в наш час.

## Загальна характеристика та основні положення Постанови
Постановою ВР України №  292-VII передбачено встановити 15 липня Днем українських миротворців з подальшим відзначенням його на державному рівні. Кабінету Міністрів України рекомендовано у місячний строк з дня прийняття цієї Постанови створити Організаційний комітет, у планах заходів якого передбачити виконання завдань про закладення Алеї Слави героям-миротворцям у Наводницькому парку міста Києва, що було визначено Постановою Верховної Ради України «Про 60-річчя Ялтинської конференції глав-держав антигітлерівської коаліції» від 9 вересня 2004 року № 1997-VI і спорудження у місті Києві пам'ятника воїнам-миротворцям, які загинули під час виконання обов'язків у складі миротворчого контингенту та миротворчого персоналу, чим забезпечити виконання вимог розпорядження КМУ від 17 червня 2004 року № 394-р «Про спорудження в м. Києві пам'ятника громадянам, які загинули під час виконання обов'язків у складі миротворчого контингенту та миротворчого персоналу». Будівництво пам'ятника передбачається у Наводницькому парку міста Києва на Алеї Слави героям-миротворцям.
Контроль за виконанням цієї Постанови покладено на Комітет Верховної Ради України з питань національної безпеки і оборони.

## Нормативно-правова база
Відносини у цій сфері регулюються положеннями Конституції України, законами України:  «Про основи національної безпеки України», «Про участь України в міжнародних миротворчих операціях», «Про порядок направлення підрозділів Збройних Сил України до інших держав», постановами Верховної Ради України: «Про участь батальйону Збройних Сил України в Миротворчих Силах Організації Об'єднаних Націй у зонах конфліктів на території колишньої Югославії», «Про 60-річчя Ялтинської конференції глав — держав антигітлерівської коаліції», Указом Президента України «Про Міжнародний день миротворців», розпорядженням Кабінету Міністрів України «Про спорудження в м. Києві пам'ятника громадянам, яки загинули під час виконання обов'язків у складі миротворчого контингенту та миротворчого персоналу», іншими законодавчими та нормативно-правовими актами.
Реалізація положень даної Постанови не потребує внесення змін до законів  України.